# Millbrook, Bedfordshire
Millbrook är en ort och civil parish i Storbritannien.   Den ligger i kommunen Central Bedfordshire i riksdelen England, i den södra delen av landet, 60 km norr om huvudstaden London. Millbrook ligger 82 meter över havet och antalet invånare är 130.
Terrängen runt Millbrook är platt. Runt Millbrook är det mycket tätbefolkat, med 1 266 invånare per kvadratkilometer. Närmaste större samhälle är Luton, 19,1 km söder om Millbrook. Trakten runt Millbrook består till största delen av jordbruksmark.